# Maroboduo
Maroboduo (Marbod, in latino Maroboduus; 35 a.C. circa – Ravenna, 36-37) è stato un principe e condottiero germanico della popolazione dei Marcomanni.

## Biografia

### L'ascesa al trono e la ricerca di nuovi territori in Boemia
Di nobili natali, era dotato di grande robustezza fisica e coraggio. Strabone racconta che aveva goduto del favore di Augusto. Dopo aver concepito il disegno di ottenere un comando duraturo ed un potere regale presso il popolo dei Marcomanni, decise di allontanare il suo popolo dalla regione del fiume Meno fino alla regione racchiusa dalle montagne della Selva Ercinia, in Boemia, a nord del Danubio e ad est del Reno (attorno al 9-6 a.C.).
Egli cercava un luogo ben protetto, che potesse rendere il suo regno ancor più potente. La località così individuata era una regione di fertili pianure, racchiusa da una catena di monti scoscesi e ricchi di foreste, quindi facilmente difendibile, ma occupata da un altro grande popolo: quello dei Boi, di chiara origine celtica. Maroboduo li affrontò in battaglia, ed una volta battuti, non disdegnando il loro livello culturale più evoluto, costituì un regno insieme a questo popolo, occupandone l'antica loro sede.
Negli anni successivi domò con la guerra o ridusse in suo potere tramite trattati, tutti i popoli confinanti, ed organizzò il suo regno in una confederazione di numerose tribù germaniche (tra cui Quadi e Naristi) e celtiche, accrescendone notevolmente il prestigio e la forza militare, in opposizione  all'espansionismo romano. I Marcomanni di fatto avevano, così, costituito una lega di tribù, che dall'attuale Slesia, comprendeva Sassonia, Boemia e Moravia, costituendo una minaccia per l'Impero romano, come in passato lo era stato il re dei Daci, Burebista.

### Lo scontro con l'Impero romano
(Velleio Patercolo, Historiae Romanae ad M. Vinicium consulem libri duo, II, 109.)

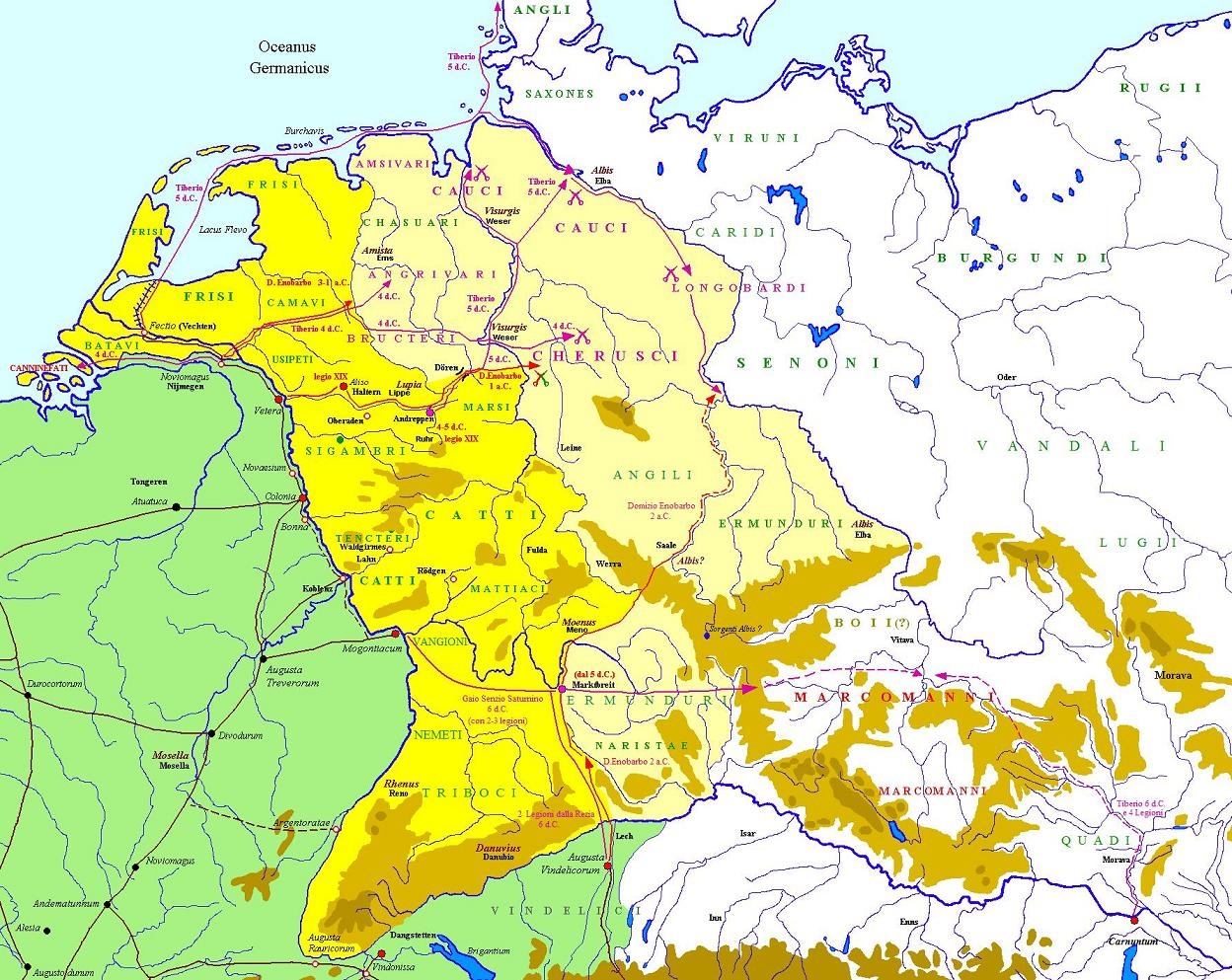
Le campagne di Tiberio e Saturnino in Germania nel 4-6 d.C.

Augusto non poteva permettere che un regno, divenuto così potente e vasto, potesse essere tanto vicino ai confini dell'impero romano, tanto più che i piani strategici generali prevedevano di spostare i confini europei imperiali più ad est, portandoli dal fiume Reno al fiume Elba, ed inglobandone, pertanto, anche la Boemia.
Il progetto era complesso e richiese numerosi anni di spedizioni militari a partire dalle campagne di Druso del 12-9 a.C., di Lucio Domizio Enobarbo del 3-1 a.C., di Marco Vinicio dell'1-3, e per finire di Tiberio del 4-5. Era ora arrivato il momento di inglobare anche il regno di Maroboduo, e come ci racconta Velleio Patercolo:
(Velleio Patercolo, Historiae Romanae ad M. Vinicium consulem libri duo, II, 108-109.)
Così nel 6, Tiberio decideva di attaccare da più parti Maroboduo ed il suo regno, in un piano strategico che coinvolgesse non meno di 8-9 legioni:
- 4-5 provenienti da Magonza, e riunitesi forse a Marktbreit, lungo il fiume Meno, punto d'incontro delle legioni di Rezia, Germania e Gallia, sotto il comando del governatore della Gallia, Gaio Senzio Saturnino;
- lui stesso, insieme al governatore dell'Illirico, Marco Valerio Messalla Messallino, accompagnato da 4 legioni, partiva da Carnuntum sul Danubio.

Tiberio stava ormai avanzando oltre il Danubio, il suo esercito non era lontano più di 5 giorni di marcia dai primi avamposti nemici e le legioni guidate da Saturnino si trovavano ad una distanza pressoché uguale dal nemico marcomanno, ed entro qualche giorno si sarebbero ricongiunte con Tiberio, quando tutta la Pannonia, si levò in armi, dopo aver indotto a farlo anche tutti i popoli della vicina Dalmazia.
Tiberio era così costretto, per non lasciare indifesa l'Italia di fronte al nemico pannonico e dalmata, a concludere un trattato di pace con Maroboduo ed a far ritorno nell'Illirico per sedare la rivolta, durata 3 anni.

### Alleato di Roma

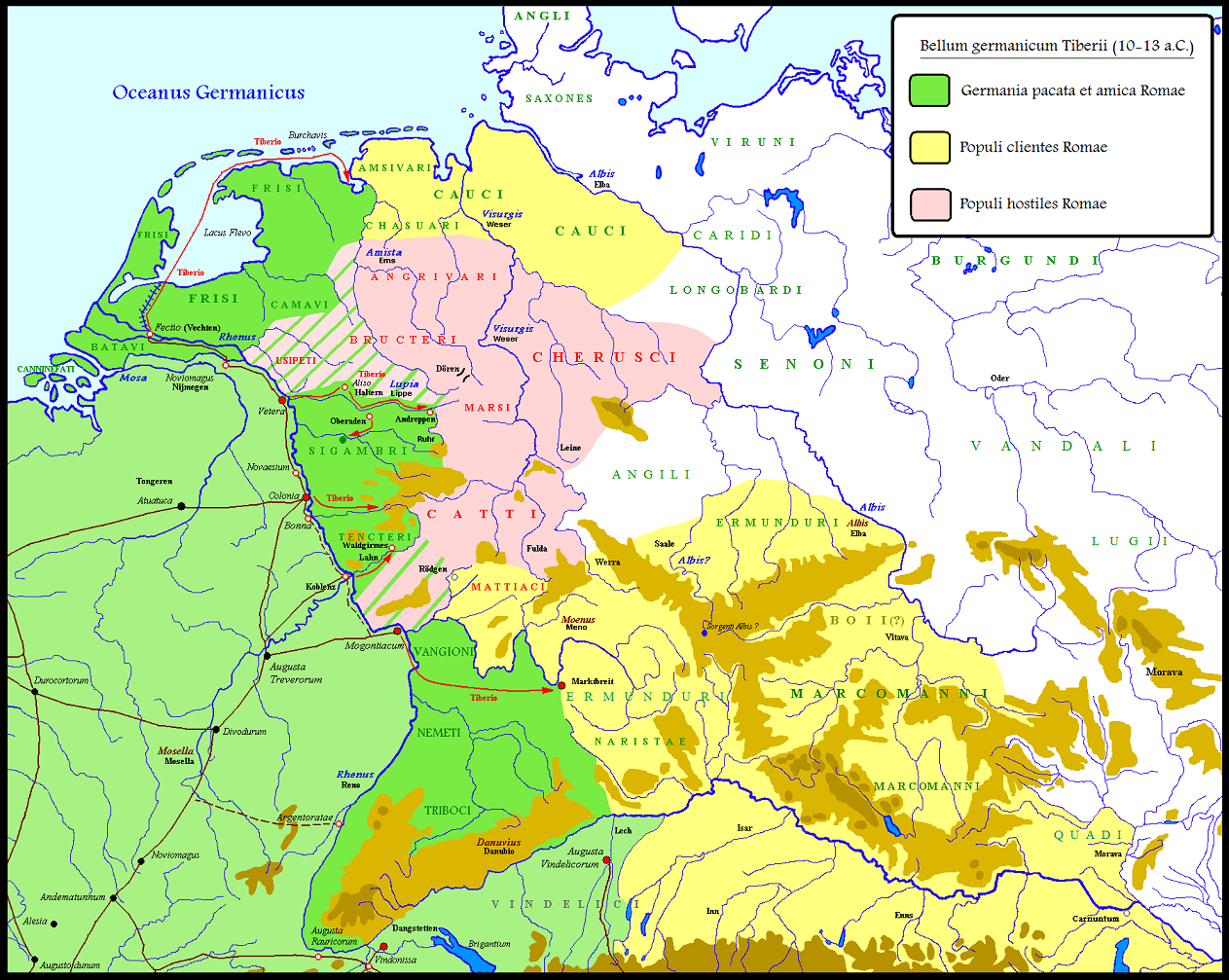
Campagne di Tiberio del 10-12 d.C. In rosa la coalizione germanica, anti-romana. In verde scuro, i territori mantenuti sotto il "diretto" controllo romano, in giallo quelli "clienti" (come i Marcomanni di Maroboduo).

Arminio, capo dei Cherusci, dopo aver massacrato un'armata romana di 3 legioni e relative truppe ausiliarie nella foresta di Teutoburgo (nel 9), provò a convincere Maroboduo a far causa comune, per invadere l'impero romano (Arminio dal Reno, Maroboduo dal Danubio), inviandogli la testa del generale trucidato, Publio Quintilio Varo. L'invasione su due fronti, avrebbe certamente creato dei seri problemi anche ad un esercito così ben addestrato come quello romano, di fronte ad una moltitudine di genti germaniche tanto numerose. Maroboduo non accettò l'invito di Arminio, suscitandone la collera, ma preferì mantenere fede ai patti stipulati con Tiberio, pochi anni prima. Decideva pertanto di inviare la testa del generale Varo ad Augusto perché ne avesse degna sepoltura.
Maroboduo avrà certamente valutato quale reazione un impero tanto vasto e potente come quello romano avrebbe potuto produrre. Roma in passato, quando era stata "colpita al cuore" nel corso della guerra contro Annibale, pur avendone subito numerosi rovesci militari era riuscita a distruggere completamente la potente Cartagine. E così era successo anche per altri popoli come quello dei potenti Celti, sottomessi da Gaio Giulio Cesare, di Macedonia, annessa come provincia da Quinto Cecilio Metello, e la Grecia, conquistata da Lucio Mummio. Maroboduo sapeva che Roma in caso di pericolo per la sua stessa sopravvivenza, avrebbe certo distrutto il suo regno inglobandone i territori. Meglio quindi rimanerne fedele alleato. Questo avrebbe permesso a Maroboduo di regnare per altri anni. E così fu, perché Arminio venne attaccato e sconfitto nel corso di tre campagne dal 14 al 16 a opera di Germanico Giulio Cesare, mentre Maroboduo poté mantenere il suo regno in pace.

### L'esilio
Nel 18 Arminio, dopo aver raggruppato sotto il suo comando numerose tribù germaniche (come Longobardi, Semnoni, che defezionarono dalla confederazione marcomanna), mosse guerra ai Marcomanni. Arminio non poté contare su un certo Inguiomero, suo zio, che preferì schierarsi dalla parte del re marcomanno per non dover rassegnarsi ad ubbidire al giovane figlio del fratello.
Si arrivò ad uno scontro frontale tra le due fazioni (era il 18 o 19). Contrariamente alle antiche tradizioni germaniche, ora abituati a seguire gli ordini dei loro comandanti dopo tanti anni di guerre condotte contro i Romani ed in alcuni casi dopo aver militato tra le file delle truppe ausiliarie romane, le due schiere si affrontano disposte in modo ordinato. Arminio addirittura "indicava le spoglie e le armi romane, che vedeva ancora impugnate da molti", dopo averle strappate in seguito al massacro delle legioni di Varo (battaglia della foresta di Teutoburgo).  L'ex ausiliario accusava infatti Maroboduo di essere "un satellite di Cesare, che meritava d'essere spazzato via con lo stesso furore con cui avevano eliminato Quintilio Varo". Maroboduo sembra che abbia raccolto intorno a sé anche popolazioni germaniche lontane come i Lugii (una grande tribù), gli Zumi, i Butones (identificati nei Goti), i Mugilones, i Sibini e anche i Senoni.
Così racconta Tacito la battaglia:
(Tacito, Annales, II, 46))
Tiberio gli rispose che non sarebbe intervenuto in faccende interne alle popolazioni germaniche, poiché Maroboduo stesso si era mantenuto neutrale quando nel 9 Augusto aveva richiesto il suo aiuto militare dopo la sconfitta di Varo.
La guerra si era pertanto conclusa con una vittoria di misura da parte di Arminio. Maroboduo fu costretto a chiedere asilo all'imperatore Tiberio poiché un giovane nobile di nome Catualda, in passato esiliato dallo stesso Maroboduo, decise di vendicarsi e con l'inganno riuscì ad irrompere nella reggia di Maroboduo privandolo del suo regno. Tiberio, una volta venuto a sapere che Maroboduo, fuggito dal suo regno, aveva passato il Danubio e si era spinto fino nel Norico, decise di accogliere le sue richieste lasciando che lui e la sua corte potessero prender dimora a Ravenna, dove morì ben 18 anni più tardi, nel 36 o 37. Tacito di lui ricorda: 
(Tacito, Annales, II, 63)